# Initiative populaire fédérale suisse « En faveur du service public »
L'initiative populaire  « En faveur du service public » est une initiative populaire fédérale suisse, rejetée par le peuple et les cantons le 5 juin 2016.

## Contenu
L'initiative propose d'ajouter un article 43b à la Constitution fédérale qui précise que « dans le domaine des prestations de base, la Confédération ne vise pas de but lucratif, ne procède à aucun subventionnement croisé au profit d’autres secteurs de l’administration et ne poursuit pas d’objectif fiscal » et que cette règle s'applique également aux entreprises contrôlées majoritairement par la Confédération. De plus, l'initiative limite les salaires des employés de ces entreprises afin qu'ils « ne soient pas supérieurs à ceux versés aux collaborateurs de l’administration fédérale ».
Le texte complet de l'initiative peut être consulté sur le site de la Chancellerie fédérale.

## Déroulement

### Contexte historique
En janvier 2012, une enquête populaire a été menée par un institut de sondage sur les prix et les prestations des Chemins de fer fédéraux suisses (CFF) et de La Poste ; les résultats de ce sondage, commandé par les magazines de consommateurs K-Tipp (de), Bon à savoir et Saldo, ont montré une insatisfaction croissante des usagers qui dénoncent un « démantèlement du service public » au profit de bénéfices toujours plus importants et de salaires jugés excessifs des cadres supérieurs (1,832 million de francs pour le directeur de Swisscom en 2015 et 1,046 million de francs pour le directeur des CFF).
C'est donc pour demander « qu’on fasse passer les services avant les bénéfices [et] pour assurer des prestations de base partout en Suisse » que quatre associations de consommateurs décident de lancer cette initiative.

### Récolte des signatures et dépôt de l'initiative
La récolte des 100 000 signatures débute le 28 février 2013. L'initiative est déposée le 30 mai 2013 à la Chancellerie fédérale, qui constate son aboutissement le 20 juin de la même année.

### Discussions et recommandations des autorités
Le Conseil fédéral et le parlement recommandent tous deux de refuser cette initiative. Le premier, dans son message aux chambres, « reconnaît les revendications des auteurs de l’initiative qui veulent que la population suisse dispose d’un service public de qualité à un prix abordable » ; il relève cependant que cette initiative affecterait l'efficacité et la compétitivité des entreprises concernées, engendrant « un affaiblissement du service public en Suisse et non pas un renforcement comme l’exige l’initiative ».
Le parlement, de son côté, met en avant les 500 millions de franc d'impôt payés en 2014 par Swisscom, la Poste et les CFF, ainsi que les 780 millions de francs de dividendes reçus par la Confédération, actionnaire unique des CFF et de La Poste et actionnaire majoritaire de Swisscom ; il relève que l'acceptation de cette initiative « pourrait provoquer une forte baisse de ces recettes », obligeant les pouvoirs publics à réduire leurs prestations ou à compenser les pertes par des impôts supplémentaires.

### Votation
Soumise à la votation le 5 juin 2016, l'initiative est refusée par la totalité des 26 cantons, et par 67,6 % des suffrages exprimés. Le tableau ci-dessous détaille les résultats par canton :